# Melania Grzesiewicz
Melania Grzesiewicz (ur. 4 kwietnia 1991 w Paryżu) – polska aktorka telewizyjna, filmowa, serialowa, teatralna, dubbingowa.
Jest absolwentką Wydziału Aktorskiego Akademii Sztuk Teatralnych im. Stanisława Wyspiańskiego w Krakowie (2019).

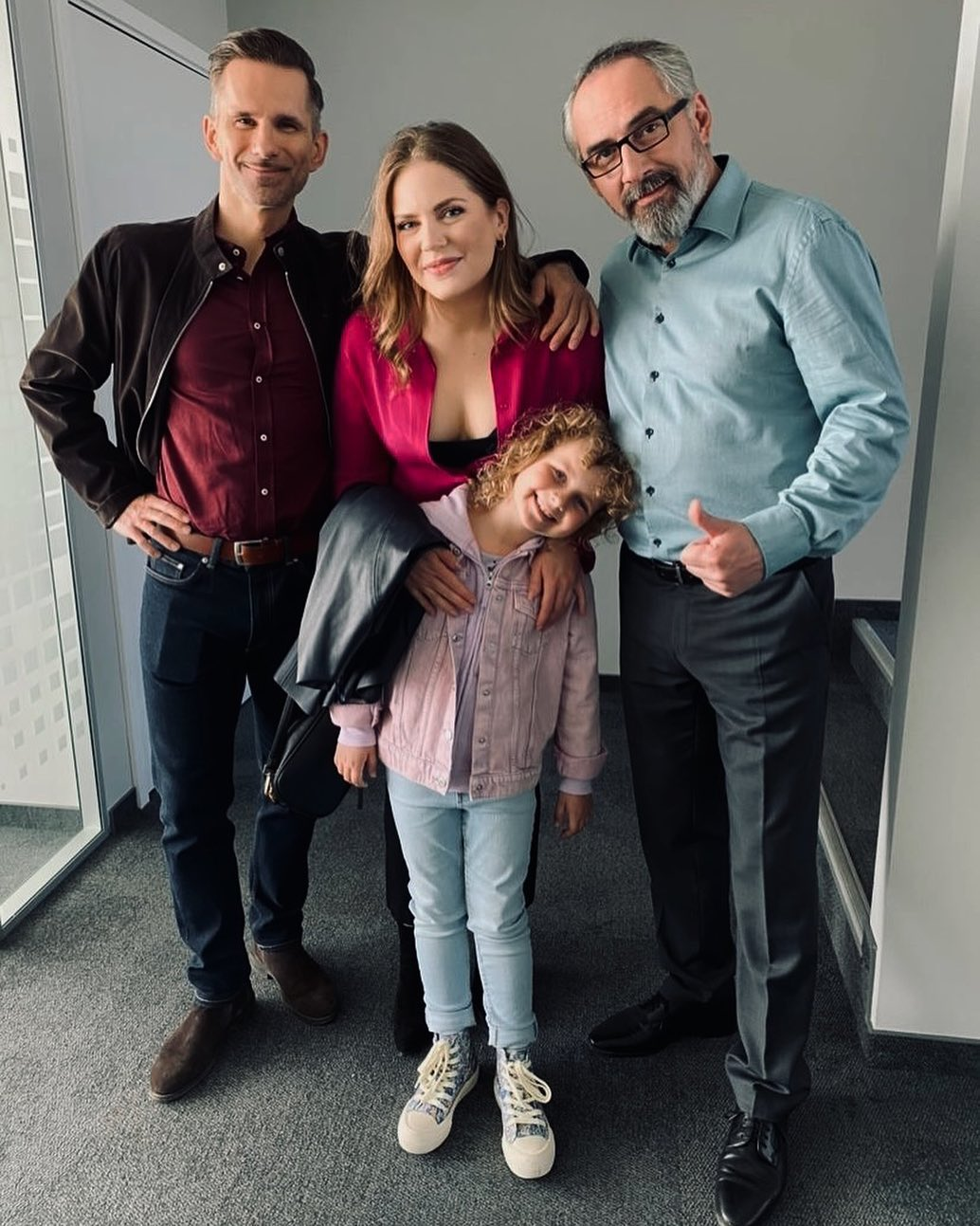

| Rok       | Tytuł                               | Rola                                         |
| --------- | ----------------------------------- | -------------------------------------------- |
| 2003–2022 | Na Wspólnej serial fabularny        | Sylwia Wysocka                               |
| 2018      | Chłopcy, spektakl telewizyjny       | Justyna Gralewicz, asystentka Rapaczewskiego |
| 2019      | M jak miłość serial fabularny       | sekretarka Anita                             |
| 2020      | Ludzie i bogowie serial fabularny   | prostytutka Andzia                           |
| 2020      | Echo serca serial fabularny         | Lilka                                        |
| 2021      | Tajemnica zawodowa serial fabularny | asystentka Moniki                            |
| 2021      | Przyjaciółki serial fabularny       | Weronika/Ania                                |
| 2021      | M jak miłość serial fabularny       | sekretarka Anita                             |
| 2021      | Dawid i elfy film fabularny         | kobieta z telefonem                          |
| 2022      | Przyjaciółki serial fabularny       | Weronika                                     |
| 2022      | M jak miłość serial fabularny       | sekretarka Anita, partnerka Kamila Gryca     |
| 2023      | Polowanie na ćmy                    | Bzowska                                      |

| Tytuł           | Postać                                                         |
| --------------- | -------------------------------------------------------------- |
| BoJack Horseman | Gina Cazador / Sassy (odc. 49, 51, 56–59, 68) Gianni (odc. 55) |
| Bumblebee       | –                                                              |
| Nieuchwytni     | –                                                              |
| Koci Domek Gabi | Tekturkotka                                                    |